# Dobra geológica

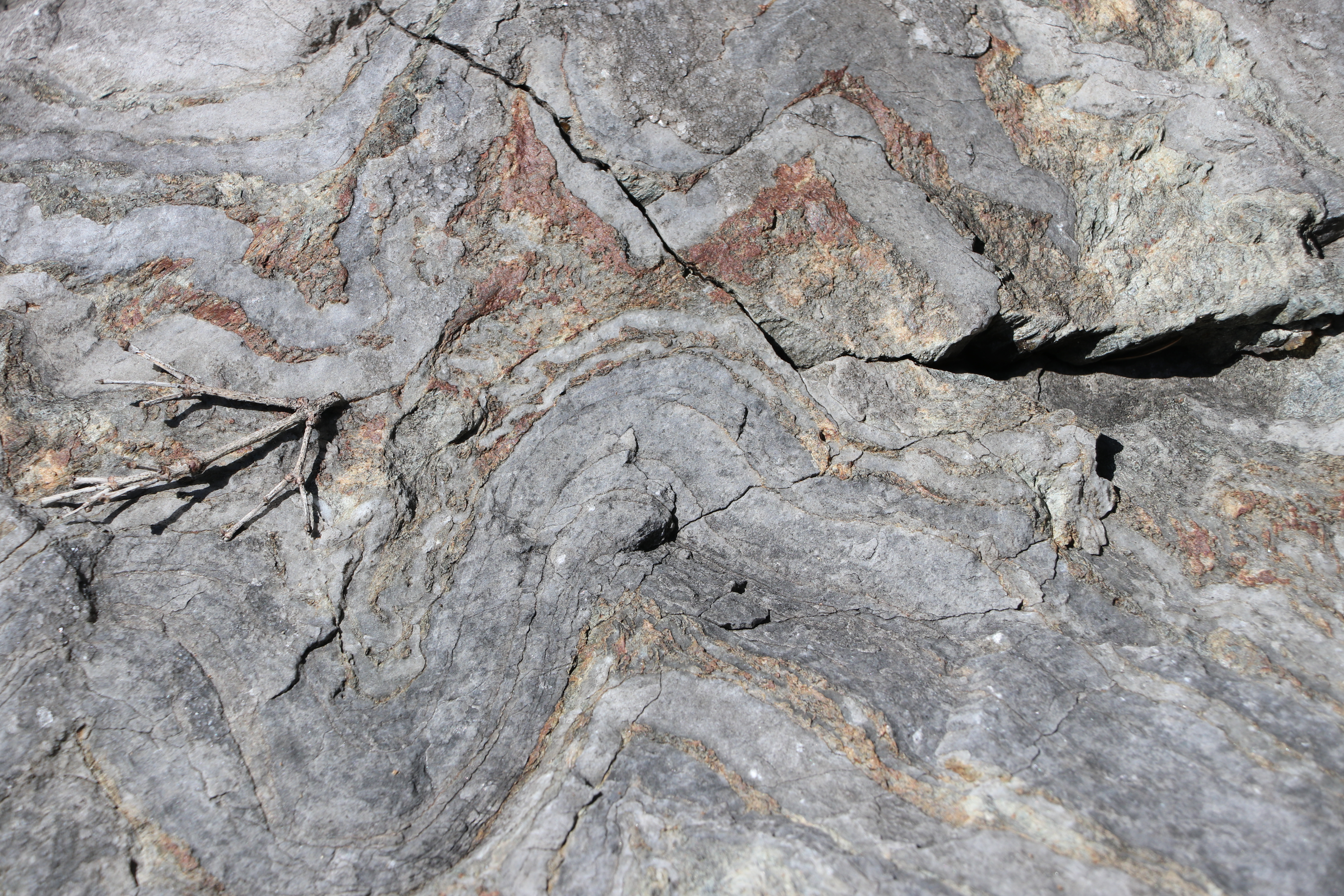
Exemplo de uma dobra geológica, Museu de História Natural de Saitama, no Japão

Uma dobra geológica sucede quando forças de origens diversas forçam as camadas rochosas planares a encurvar-se ou a dobrar-se. Quando essa dobra é côncava encontramo-nos perante uma dobra do tipo sinclinal, sendo, por outro lado, convexa então a sua denominação é anticlinal.
Em geologia estrutural, uma dobra (em inglês, fold) é uma pilha de superfícies originalmente planas, como estratos sedimentares, que são dobrados ou curvados durante a deformação permanente. As dobras nas rochas variam em tamanho, desde rugas microscópicas até dobras do tamanho de montanhas. Eles ocorrem como dobras isoladas simples ou em conjuntos periódicos (conhecidos como trens de dobra). As dobras sinsedimentares são aquelas formadas durante a deposição sedimentar.
As dobras se formam sob condições variadas de estresse, pressão de poro e gradiente de temperatura , conforme evidenciado por sua presença em sedimentos moles, em todo o espectro de rochas metamórficas e até mesmo como estruturas de fluxo primário em algumas rochas ígneas. Um conjunto de dobras distribuídas em escala regional constitui um cinturão de dobras, uma característica comum das zonas orogênicas. As dobras são comumente formadas pelo encurtamento das camadas existentes, mas também podem ser formadas como resultado do deslocamento em uma falha não plana (dobra de curvatura da falha), na ponta de uma falha de propagação (dobra de propagação da falha), por diferencial ou compactação ou devido aos efeitos de uma intrusão ígnea de alto nível, por exemplo, acima de um lacólito.

## Terminologia

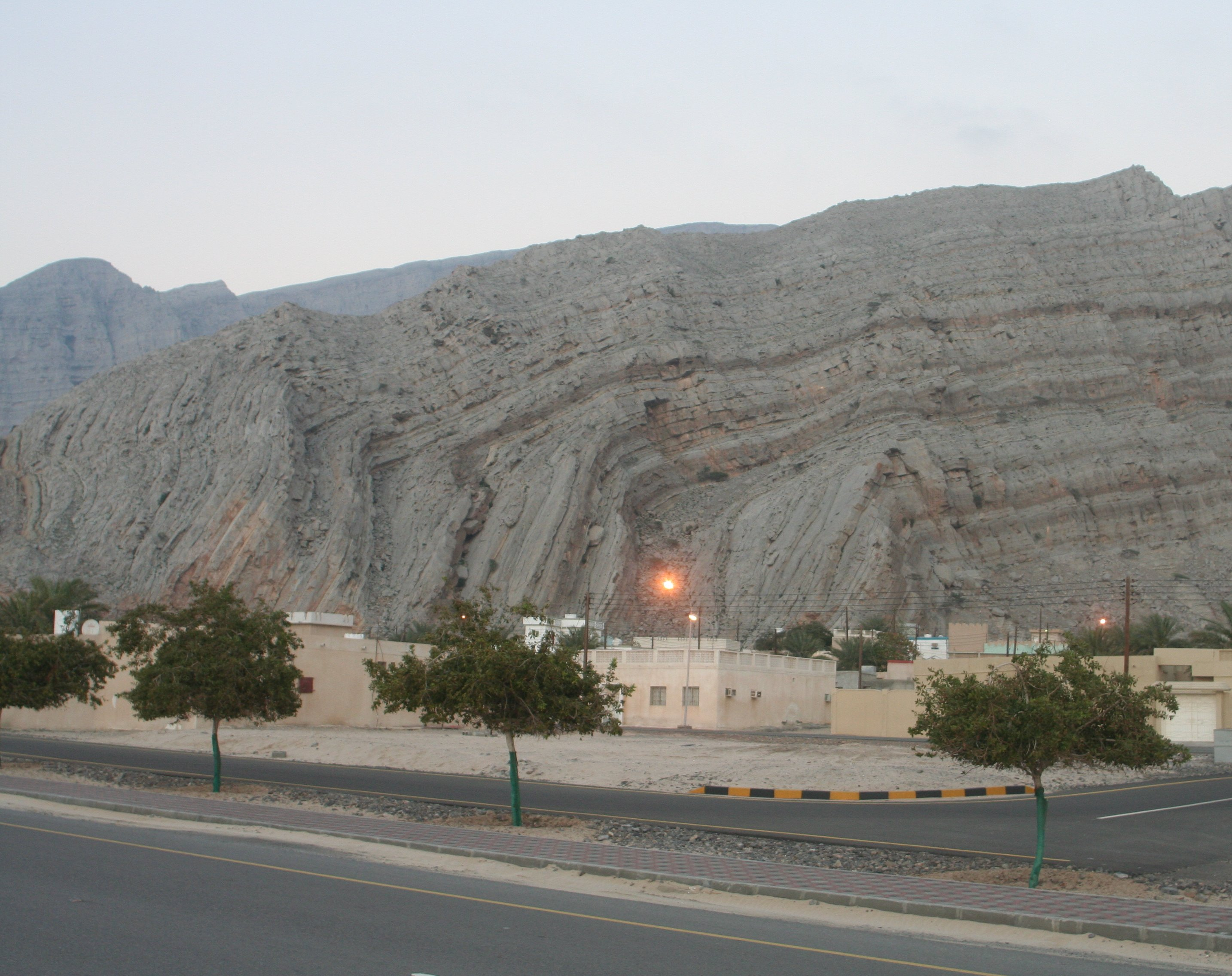
Exemplo de rochas sedimentares "dobradas" (dobra geológica), em Oman

A dobradiça de dobradiça é a linha que une os pontos de curvatura máxima em uma superfície dobrada. Esta linha pode ser reta ou curva. O termo linha de dobradiça também foi usado para esse recurso. Uma superfície de dobra vista perpendicularmente à sua direção de encurtamento pode ser dividida em porções de dobradiça e membros, os membros são os flancos da dobra e a zona de dobradiça é para onde os membros convergem. Dentro da zona de dobradiça encontra-se o ponto de dobradiça, que é o ponto de raio mínimo de curvatura (curvatura máxima) da dobra. A crista da dobra representa o ponto mais alto da superfície da dobra, enquanto a depressão é o ponto mais baixo. O ponto de inflexão de uma dobra é o ponto em um membro no qual a concavidade se inverte; em dobras regulares, este é o ponto médio do membro.
A superfície axial é definida como um plano que conecta todas as linhas de dobradiça de superfícies dobradas empilhadas. Se a superfície axial for plana, então ela é chamada de plano axial e pode ser descrita em termos de ataque e inclinação. As dobras podem ter um eixo de dobra. Um eixo de dobra “é a aproximação mais próxima de uma linha reta que, quando movida paralelamente a si mesma, gera a forma da dobra”. Uma dobra que pode ser gerada por um eixo de dobra é chamada de dobra cilíndrica. Este termo foi ampliado para incluir dobras quase cilíndricas. Freqüentemente, o eixo de dobra é igual à linha da dobradiça.